# Грозный (спецподразделение)
Отдел специального назначения «Грозный» — спецподразделение Управления Федеральной службы исполнения наказаний России по Чеченской Республике. Образован в 2003 году.

## История
Отдел специального назначения «Грозный» был создан приказом № 211 Министерства юстиции Российской Федерации от 1 сентября 2003 года. Приказом УФСИН России по Чеченской Республике № 137 от 11 апреля 2014 года отделу специального назначения было присвоено наименование «Грозный».
В основные задачи этого отдела входят обеспечение безопасности объектов УИС республики; обеспечение правопорядка и законности в тюрьмах и следственных изоляторах; защита всех сотрудников УИС, осуждённых, содержавшихся под стражей лиц, всех должностных лиц и граждан, находящихся на территории исправительных учреждений и следственных изоляторов; ликвидация последствий чрезвычайных обстоятельств и ситуаций природного и техногенного характера на объектах УИС.

## Снаряжение отряда
На вооружении отряда присутствуют современные образцы оружия. Личный состав проходит подготовку по специальной программе, в которую включены рукопашный бой и ряд подготовок (физическая, психологическая, огневая, тактическая, медицинская подготовка). В ходе торжественных мероприятий по случаю 15-летия отдела специального назначения было отмечено, что среди личного состава не было допущено боевых потерь и чрезвычайных происшествий.